# Stratford (Teksas)
Stratford je grad u američkoj saveznoj državi Teksas. Prema popisu stanovništva iz 2010. u njemu je živjelo 2.017 stanovnika.